# Prostygnellus isabellinus
Prostygnellus isabellinus is een hooiwagen uit de familie Cranaidae.